# Eulimella bogii
Eulimella bogii is een slakkensoort uit de familie van de Pyramidellidae. De wetenschappelijke naam van de soort is voor het eerst geldig gepubliceerd in 1995 door Jacobus Johannes van Aartsen.
Het holotype werd verzameld bij het Italiaanse eiland Capraia. De soort is genoemd naar de Italiaanse malacoloog Cesare Bogi.
De schelp is 3 à 3,2 mm lang en 1 mm breed en heeft een langwerpige witte kegel. De teleoconch heeft ongeveer zeven windingen. De schelp heeft een microsculptuur van zeer fijne spiralen zoals in Eulimella acicula.